# Darkhan-Uul
Pour les articles homonymes, voir Darhan (homonymie).

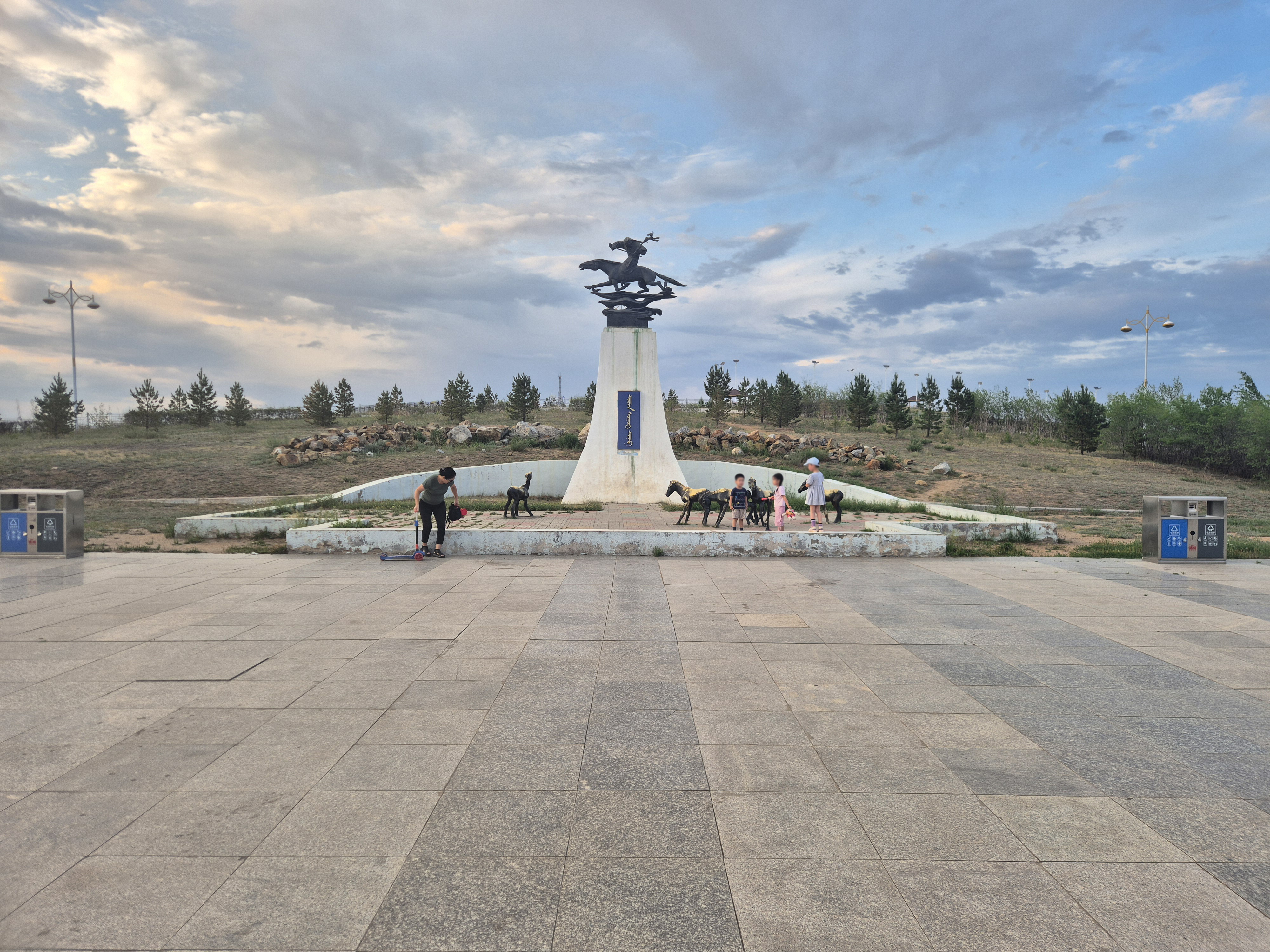
Monument du morin khuur de Darkhan

L'aïmag de Darkhan-Uul (mongol bichig : ᠳᠠᠷᠬᠠᠨ
ᠠᠭᠤᠯᠠ
ᠠᠶᠢᠮᠠᠭ, mongol cyrillique : Дархан-Уул Аймаг ISO-9 : Darkhan-Uul) est une des 21 aïmag (ligues, parfois traduit en province) de Mongolie. Elle est située au nord du pays. Sa capitale est Darkhan.

## Districts

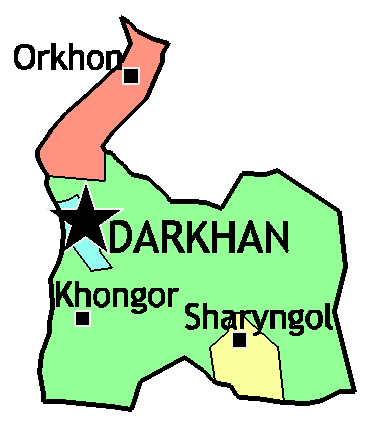
Carte administrative.

La province est partagée en quatre sum ou districts :
- Darkhan ;
- Khongor ;
- Sharïn gol ;
- Orkhon.

## Démographie
| Sum       | Mongol   | Population (2002) | Population (2004) | Population (2006) | Population (2008) | Superficie (km2) | Densité (/km2) |
| --------- | -------- | ----------------- | ----------------- | ----------------- | ----------------- | ---------------- | -------------- |
| Darkhan   | Дархан   | 70 029            | 74 275            | 73 457            | 75 104            | 103              | 729,2          |
| Khongor   | Хонгор   | 5 628             | 5 390             | 5 404             | 5 115             | 2 533            | 2,0            |
| Orkhon    | Орхон    | 3 435             | 2 913             | 2 932             | 3 076             | 478              | 6,4            |
| Sharyngol | Шарынгол | 8 376             | 7 848             | 7 634             | 7 798             | 160,6            | 48,6           |